# Hainbach (Gemünden)
Hainbach ist ein Ortsteil der Gemeinde Gemünden (Felda) im mittelhessischen Vogelsbergkreis. Das Dorf liegt in Oberhessen. In Ortsnähe am Haarbacher Kopf entspringt der ortsnamensgebende Hainbach.

## Geschichte
Der Bereich wurde, wie es die Hügelgräber in der Gemarkung beweisen, in der Bronzezeit besiedelt. 

### Mittelalter
Erstmals urkundlich erwähnt wurde das Dorf 1301 „in Heymbach apud Burgemunden“ (Hainbach bei Burg-Gemünden).
1328 heißt es: „in villa dicta Heymbach“ (in dem Ort genannt Heymbach). Eine Urkunde von 1342 nennt einen „Ludwigen von Heyenbach.“ Bei dem Dorfnamen handelt es sich um einen mehrdeutigen Gewässernamen. Entweder ist ein Wohnort oder Haus am Bach oder „hain“ und bezieht sich auf das ahd. Wort „hagan“, was Dornstrauch, Umgrenzung, umgrenzte Siedlung am Bach bedeutet. Den Ortsnamen sollte man nicht mit Haimbach verwechseln.
Im Mittelalter gehörte der Ort zu Grafschaft Ziegenhain.
1450 starb Johann II., der letzte Graf von Ziegenhain und Nidda, kinderlos. Gemäß einer Vereinbarung mit den Landgrafen von Hessen fiel in diesem Fall das Erbe an die Landgrafschaft Hessen. Aber erst 1495 konnte ein Erbstreit mit den Grafen von Hohenlohe beigelegt werden, indem die Landgrafen die Hohenloher mit 9000 Gulden für die beiden Grafschaften abfanden.
Die Statistisch-topographisch-historische Beschreibung des Großherzogthums Hessen berichtet 1830 über Hainbach:

„Hainbach (L. Bez. Kirtorf) evangel. Filialdorf; liegt 3 St. von Kirtorf, hat 50 Häuser und 356 Einwohner, die alle evangelisch sind.“

Die Schule wurde zum Dorfgemeinschaftshaus umgebaut.
Hessische Gebietsreform (1970–1977)
Zum 31. Dezember 1971 fusionierten im Zuge der Gebietsreform in Hessen die bis dahin selbständigen Gemeinden Burg-Gemünden, Ehringshausen, Elpenrod, Hainbach, Nieder-Gemünden, Otterbach und Rülfenrod freiwillig zur neuen Gemeinde Gemünden. Für alle eingegliederten ehemaligen Gemeinden wurde je ein Ortsbezirk gebildet.

### Verwaltungsgeschichte im Überblick
Die folgende Liste zeigt die Staaten und Verwaltungseinheiten, denen Hainbach angehört(e):
- vor 1450: Heiliges Römisches Reich, Grafschaft Ziegenhain
- ab 1450: Heiliges Römisches Reich, Landgrafschaft Hessen, Amt Burggemünden
- ab 1567: Heiliges Römisches Reich, Landgrafschaft Hessen-Marburg, Amt Burggemünden[13]
- 1604–1648: Heiliges Römisches Reich, strittig zwischen Landgrafschaft Hessen-Darmstadt und Landgrafschaft Hessen-Kassel (Hessenkrieg)
- ab 1604: Heiliges Römisches Reich, Landgrafschaft Hessen-Darmstadt, Oberfürstentum Hessen, Amt Burggemünden[14]
- ab 1806: Großherzogtum Hessen,[Anm. 2] Fürstentum Oberhessen, Amt Burggemünden[15][16]
- ab 1815: Großherzogtum Hessen, Provinz Oberhessen, Amt Homberg an der Ohm[17]
- ab 1821: Großherzogtum Hessen, Provinz Oberhessen, Landratsbezirk Kirtorf[18][Anm. 3]
- ab 1832: Großherzogtum Hessen, Provinz Oberhessen, Kreis Alsfeld
- ab 1848: Großherzogtum Hessen, Regierungsbezirk Alsfeld
- ab 1852: Großherzogtum Hessen, Provinz Oberhessen, Kreis Alsfeld
- ab 1867: Norddeutscher Bund,[Anm. 4] Großherzogtum Hessen, Provinz Oberhessen, Kreis Alsfeld
- ab 1871: Deutsches Reich, Großherzogtum Hessen, Provinz Oberhessen, Kreis Alsfeld
- ab 1918: Deutsches Reich (Weimarer Republik), Volksstaat Hessen, Provinz Oberhessen, Kreis Alsfeld
- ab 1938: Deutsches Reich, Volksstaat Hessen, Landkreis Alsfeld[19][Anm. 5]
- ab 1945: Amerikanische Besatzungszone,[Anm. 6] Groß-Hessen, Regierungsbezirk Darmstadt, Landkreis Alsfeld
- ab 1946: Amerikanische Besatzungszone, Hessen, Regierungsbezirk Darmstadt, Landkreis Alsfeld
- ab 1949: Bundesrepublik Deutschland, Hessen, Regierungsbezirk Darmstadt, Landkreis Alsfeld
- ab 1972: Bundesrepublik Deutschland, Hessen, Regierungsbezirk Darmstadt, Vogelsbergkreis, Gemeinde Gemünden[Anm. 7]
- ab 1981: Bundesrepublik Deutschland, Hessen, Regierungsbezirk Gießen, Vogelsbergkreis, Gemeinde Gemünden (Felda)

### Gerichtszugehörigkeit seit 1803
In der Landgrafschaft Hessen-Darmstadt wurde mit Ausführungsverordnung vom 9. Dezember 1803 das Gerichtswesen neu organisiert. Für das Fürstentum Oberhessen (ab 1815 Provinz Oberhessen) wurde das „Hofgericht Gießen“ eingerichtet. Es war für normale bürgerliche Streitsachen Gericht der zweiten Instanz, für standesherrliche Familienrechtssachen und Kriminalfälle die erste Instanz. Übergeordnet war das Oberappellationsgericht Darmstadt. Die Rechtsprechung der ersten Instanz wurde durch die Ämter bzw. Standesherren vorgenommen und somit war für Hainbach das „Amt Homberg an der Ohm“ zuständig. Mit der Gründung des Großherzogtums Hessen 1806 wurden die Aufgaben der ersten Instanz 1821 im Rahmen der Trennung von Rechtsprechung und Verwaltung auf die neu geschaffenen Landgerichte übertragen. „Landgericht Homberg an der Ohm“ war daher von 1821 bis 1879 die Bezeichnung für das erstinstanzliche Gericht in Homberg an der Ohm, das für Hainbach zuständig war.
Anlässlich der Einführung des Gerichtsverfassungsgesetzes mit Wirkung vom 1. Oktober 1879, infolge derer die bisherigen großherzoglichen Landgerichte durch Amtsgerichte an gleicher Stelle ersetzt wurden, während die neu geschaffenen Landgerichte nun als Obergerichte fungierten, kam es zur Umbenennung in „Amtsgericht Homberg an der Ohm“ und Zuteilung zum Bezirk des Landgerichts Gießen. Am 15. Juni 1943 wurde das Gericht zur Zweigstelle des Amtsgerichtes Alsfeld, aber bereits wieder mit Wirkung vom 1. Juni 1948 in ein Vollgericht umgewandelt. Am 1. Juli 1968 erfolgte die Auflösung des Amtsgerichts Homberg, und Hainbach wurde dem Bereich des Amtsgerichts Alsfeld zugeteilt.

## Bevölkerung

### Einwohnerstruktur 2011
Nach den Erhebungen des Zensus 2011 lebten am Stichtag dem 9. Mai 2011 in Hainbach 180 Einwohner. Darunter waren 3 (1,7 %) Ausländer.
Nach dem Lebensalter waren 30 Einwohner unter 18 Jahren, 66 zwischen 18 und 49, 39 zwischen 50 und 64 und 45 Einwohner waren älter. Die Einwohner lebten in 99 Haushalten. Davon waren 39 Singlehaushalte, 30 Paare ohne Kinder und 21 Paare mit Kindern, sowie 9 Alleinerziehende und 3 Wohngemeinschaften. In 30 Haushalten lebten ausschließlich Senioren und in 54 Haushaltungen lebten keine Senioren.

### Einwohnerentwicklung
| • 1806: | 242 Einwohner, 52 Häuser           |
| • 1829: | 356 Einwohner, 50 Häuser           |
| • 1867: | 293 Einwohner, 49 bewohnte Gebäude |
| • 1875: | 275 Einwohner, 47 bewohnte Gebäude |

| Hainbach: Einwohnerzahlen von 1791 bis 2020 | Hainbach: Einwohnerzahlen von 1791 bis 2020 | Hainbach: Einwohnerzahlen von 1791 bis 2020 | Hainbach: Einwohnerzahlen von 1791 bis 2020 | Hainbach: Einwohnerzahlen von 1791 bis 2020 |
| --- | ------------------------------------------- | ------------------------------------------- | ------------------------------------------- | ------------------------------------------- |
| Jahr |                                             |                                             |                                             | Einwohner                                   |
| 1791 | 1791                                        |                                             | 210                                         | 210                                         |
| 1800 | 1800                                        |                                             | 210                                         | 210                                         |
| 1806 | 1806                                        |                                             | 242                                         | 242                                         |
| 1829 | 1829                                        |                                             | 356                                         | 356                                         |
| 1834 | 1834                                        |                                             | 316                                         | 316                                         |
| 1840 | 1840                                        |                                             | 280                                         | 280                                         |
| 1846 | 1846                                        |                                             | 279                                         | 279                                         |
| 1852 | 1852                                        |                                             | 289                                         | 289                                         |
| 1858 | 1858                                        |                                             | 297                                         | 297                                         |
| 1864 | 1864                                        |                                             | 295                                         | 295                                         |
| 1871 | 1871                                        |                                             | 296                                         | 296                                         |
| 1875 | 1875                                        |                                             | 275                                         | 275                                         |
| 1885 | 1885                                        |                                             | 264                                         | 264                                         |
| 1895 | 1895                                        |                                             | 263                                         | 263                                         |
| 1905 | 1905                                        |                                             | 246                                         | 246                                         |
| 1910 | 1910                                        |                                             | 229                                         | 229                                         |
| 1925 | 1925                                        |                                             | 239                                         | 239                                         |
| 1939 | 1939                                        |                                             | 249                                         | 249                                         |
| 1946 | 1946                                        |                                             | 374                                         | 374                                         |
| 1950 | 1950                                        |                                             | 351                                         | 351                                         |
| 1956 | 1956                                        |                                             | 252                                         | 252                                         |
| 1961 | 1961                                        |                                             | 253                                         | 253                                         |
| 1967 | 1967                                        |                                             | 244                                         | 244                                         |
| 1970 | 1970                                        |                                             | 232                                         | 232                                         |
| 1980 | 1980                                        |                                             | ?                                           | ?                                           |
| 1990 | 1990                                        |                                             | ?                                           | ?                                           |
| 2000 | 2000                                        |                                             | ?                                           | ?                                           |
| 2011 | 2011                                        |                                             | 180                                         | 180                                         |
| 2015 | 2015                                        |                                             | 162                                         | 162                                         |
| 2020 | 2020                                        |                                             | 166                                         | 166                                         |
| Datenquelle: Historisches Gemeindeverzeichnis für Hessen: Die Bevölkerung der Gemeinden 1834 bis 1967. Wiesbaden: Hessisches Statistisches Landesamt, 1968. Weitere Quellen: LAGIS; 1791; 1800; Zensus 2011; Gemeinde Gemünden (Felda): Webarchiv (2015,2020) |                                             |                                             |                                             |                                             |

### Historische Religionszugehörigkeit
| • 1829: | 356 evangelische (= 100 %) Einwohner                              |
| • 1961: | 227 evangelische (= 89,72 %), 25 katholische (= 9,88 %) Einwohner |

## Politik
Für Hainbach besteht ein Ortsbezirk (Gebiete der ehemaligen Gemeinde Hainbach) mit Ortsbeirat und Ortsvorsteher nach der Hessischen Gemeindeordnung.
Der Ortsbeirat besteht aus fünf Mitgliedern. Bei den Kommunalwahlen in Hessen 2021 betrug die Wahlbeteiligung zum Ortsbeirat 68,28 %. Alle Mitglieder gehören der „Ortsgemeinschaft Hainbach“ an. Der Ortsbeirat wählte Werner Lutz zum Ortsvorsteher.

## Persönlichkeiten
- Jost Karl Pfannstiel (1816–1896), Abgeordneter der 2. Kammer der Landstände des Großherzogtums Hessen und Bürgermeister von Hainbach